# ジャニーズWEST LIVE TOUR 2019 WESTV!
『ジャニーズWEST LIVE TOUR 2019 WESTV!』(ジャニーズ ウエスト ライブ ツアー 2019 うえすてぃーびー)は、ジャニーズWESTの9作目のライブ・ビデオ。2019年7月10日にジャニーズ・エンタテイメントから発売。

## 概要
- 前作『ジャニーズWEST LIVE TOUR 2018 WESTival』から約9ヵ月ぶりのリリースとなる。

- 初回仕様(DVD)、初回仕様(Blu-ray)、通常仕様(DVD)、通常仕様(Blu-ray)の4形態で発売され、それぞれ各仕様ともに異なる。

- 本作は、今年の1月〜3月にかけて開催した全国ツアー『ジャニーズWEST LIVE TOUR 2019 WESTV!』より、2月10日の大阪城ホール公演の模様を収録。

- 全形態には、リハーサルと各地のツアーを追った『Tour Documentary 〜We are WEST!!!!!!!〜』と、コントコーナーの映像『WESTV! Inter ×7type』を特典映像として収録。

## 封入特典

### 初回仕様
1. 36Pブックレット
2. 着せ替えカード8枚 ※初回スペシャルTVパッケージ

### 通常盤
1. 8Pブックレット

## 収録曲

### 本編映像

#### Disc 1
1. Overture
2. スタートダッシュ!
3. ええじゃないか
4. パーリパーリパリ -カタカナを叫べ-
5. Inter
6. アカツキ
7. Drift!!
8. 赤いマフラー
9. コントコーナー
  1. WESTV!Inter
  2. 星座WEST
  3. 初恋
10. 粉もん
11. 月詠人 - 桐山照史・小瀧望
12. 僕らの奇跡 〜ジャニーズWEST列島縦断〜
13. ズンドコ パラダイス
14. プリンシパルの君へ
15. Ya! Hot! Hot!
16. バンバンッ!!
17. MC
18. ホメチギリスト
19. Jr.コーナー
  1. NEXT STAGE
  2. NOT FINALE
  3. Come On A My House
  4. ハチャメチャ音頭
20. 間違っちゃいない - 濵田崇裕・重岡大毅 ・神山智洋
21. ONI-CHAN - 中間淳太・藤井流星
22. 100% I Love You
23. 緊急速報
24. 愛の奴隷
25. アカンLOVE ～純情愛やで～
26. Inter
27. YSSB
28. 傷だらけの愛
29. We are WEST!!!!!!!
30. 青空願ってまた明日

ENCORE
1. OH LA LA
2. 人生は素晴らしい
3. ラッキィスペシャル

W ENCORE
1. パリピポアンセム

### 特典映像 ＜SPECIAL REEL＞
Disc 2
1. Tour Documentary 〜We are WEST!!!!!!!〜
2. WESTV! Inter ×7type